# Sigrid Ulbricht
Sigrid Ulbricht z domu Heimann (ur. 25 lipca 1958 w Klötze) – niemiecka lekkoatletka,  specjalistka skoku w dal, medalistka halowych mistrzostw Europy. W czasie swojej kariery reprezentowała Niemiecką Republikę Demokratyczną.
Zajęła 7. miejsce w skoku w dal na igrzyskach olimpijskich w 1980 w Moskwie.
Zdobyła srebrny medal w tej konkurencji na halowych mistrzostwach Europy w 1981 w Grenoble, przegrywając jedynie z Karin Hänel z Republiki Federalną Niemiec, a wyprzedzając inną reprezentantkę RFN Jasmin Fischer. Zwyciężyła w finale pucharu Europy w 1981 w Zagrzebiu oraz w zawodach pucharu świata w 1981 w Rzymie.
Ulbricht była wicemistrzynią NRD w skoku w dal w 1980, 1981 i 1984, a także wicemistrzynią w hali w 1981.
Rekord życiowy Ulbricht w skoku w dal wynosił 6,89 m. Został osiągnięty 9 sierpnia 1981 w Jenie.